# Альвір
Альвір (перс. الوير) — село в Ірані, у дегестані Альвір, у бахші Харкан, шахрестані Зарандіє остану Марказі. За даними перепису 2006 року, його населення становило 435 осіб, що проживали у складі 167 сімей.

## Клімат
Середня річна температура становить 11,58 °C, середня максимальна – 30,58 °C, а середня мінімальна – -10,08 °C. Середня річна кількість опадів – 254 мм.
| Клімат поселення                              | Клімат поселення | Клімат поселення | Клімат поселення | Клімат поселення | Клімат поселення | Клімат поселення | Клімат поселення | Клімат поселення | Клімат поселення | Клімат поселення | Клімат поселення | Клімат поселення | Клімат поселення |
| Показник                                      | Січ.             | Лют.             | Бер.             | Квіт.            | Трав.            | Черв.            | Лип.             | Серп.            | Вер.             | Жовт.            | Лист.            | Груд.            |                  |
| Середній максимум, °C                         | 5,81             | 7,32             | 11,73            | 18,50            | 23,42            | 29,30            | 30,58            | 30,03            | 25,62            | 19,24            | 12,46            | 6,54             |                  |
| Середня температура, °C                       | −2,13            | −0,61            | 3,80             | 10,57            | 15,50            | 21,37            | 24,92            | 24,37            | 19,97            | 13,58            | 6,80             | 0,87             |                  |
| Середній мінімум, °C                          | −10,08           | −8,56            | −4,13            | 2,62             | 7,55             | 13,42            | 19,28            | 18,73            | 14,32            | 7,94             | 1,14             | −4,77            |                  |
| Норма опадів, мм                              | 32               | 34               | 47               | 38               | 30               | 4                | 2                | 1                | 0                | 12               | 21               | 33               |                  |
| Середньомісячна швидкість вітру, м/с          | 1.50             | 2.08             | 3.05             | 3.27             | 2.86             | 2.59             | 2.66             | 2.47             | 2.29             | 2.18             | 1.86             | 1.40             |                  |
| Середньомісячна сонячна радіація, кДж/м²·день | 8786             | 11589            | 14188            | 17762            | 21834            | 26144            | 25963            | 23491            | 19912            | 14432            | 10564            | 8547             |                  |
| --------------------------------------------- | ---------------- | ---------------- | ---------------- | ---------------- | ---------------- | ---------------- | ---------------- | ---------------- | ---------------- | ---------------- | ---------------- | ---------------- | ---------------- |
| Джерело:                                      |                  |                  |                  |                  |                  |                  |                  |                  |                  |                  |                  |                  |                  |